# Brasão de Lisboa
O Brasão de Armas de Lisboa compreende um escudo de ouro com um barco negro, realçado de prata e interiormente de prata realçado de negro, um corvo na popa e um corvo na proa. O barco assenta num mar de sete faixas onduladas, quatro de verde e três de prata. Apresenta a coroa mural de cinco torres denotando o estatuto de cidade, e dourada, à razão da capitalidade. Envolvendo o escudo está o colar da Ordem da Torre e Espada, e um listel que se lê em negro "MUI NOBRE E SEMPRE LEAL CIDADE DE LISBOA".